# Wieprz (województwo warmińsko-mazurskie)
Wieprz (niem. Weepers) – wieś w Polsce położona w województwie warmińsko-mazurskim, w powiecie iławskim, w gminie Zalewo.
W latach 1975–1998 miejscowość należała administracyjnie do województwa olsztyńskiego.
Wieś wzmiankowana w dokumentach z roku 1386, jako wieś pruska na 18 włókach. Pierwotna nazwa Wepren nosi ślady wpływu języka polskiego. W roku 1782 we wsi odnotowano 20 domów (dymów), natomiast w 1858 w 31 gospodarstwach domowych było 252 mieszkańców. W latach 1937–39 było 252 mieszkańców. W roku 1973 wieś należała do powiatu morąskiego, gmina Zalewo, poczta Boreczno.
W 2015 roku archeolodzy z Instytutu Archeologii Uniwersytetu Kardynała Stefana Wyszyńskiego w Warszawie odkryli w pobliżu osady grodzisko o charakterze kultowym z wczesnej epoki żelaza.